# Helvetia-Cup 2005
Der Helvetia-Cup 2005 im Badminton fand vom 19. bis 23. Januar 2005 in Agros, Zypern, statt. Es war die 27. Auflage dieser Veranstaltung.

## Endstand
| Pos. | Land       |
| ---- | ---------- |
| 1    | Tschechien |
| 2    | Spanien    |
| 3    | Portugal   |
| 4    | Belgien    |
| 5    | Island     |
| 6    | Norwegen   |
| 7    | Estland    |
| 8    | Belarus    |
| 9    | Schweiz    |
| 10   | Österreich |

| Pos. | Land         |
| ---- | ------------ |
| 11   | Irland       |
| 12   | Kroatien     |
| 13   | Rumänien     |
| 14   | Ungarn       |
| 15   | Zypern       |
| 16   | Luxemburg    |
| 17   | Türkei       |
| 18   | Griechenland |
| 19   | Italien      |
| 20   | Israel       |